# Valle (Nordland)
Pour les articles homonymes, voir Valle.
Valle est une localité du comté de Nordland, en Norvège.

## Géographie
Administrativement, Valle fait partie de la kommune de Ballangen.